# Stephen Breyer
Stephen Gerald Breyer [ˈbraɪər], född 15 augusti 1938 i San Francisco, Kalifornien, är en amerikansk jurist som var ledamot av USA:s högsta domstol från 1994 fram till 2022, då han frivilligt gick i pension. 
Breyer utnämndes 1994 av den demokratiske presidenten Bill Clinton.

## Biografi
Breyer var federal domare vid United States Court of Appeals for the First Circuit från 1980 till 1994.
Breyer har konsekvent röstat för aborträttigheter, ett av de mest kontroversiella områdena i högsta domstolen.
Den 27 januari 2022 meddelade Breyer att han planerade att pensionera sig i samband med domstolens sommaruppehåll 2022, givet att en efterträdare då har hunnit utses. Den 25 februari 2022 nominerade president Joe Biden Ketanji Brown Jackson att efterträda honom.